# 夸爾奧克斯 (加利福尼亞州)
夸爾奧克斯（英語：Quail Oaks）是位於美國加利福尼亞州卡拉韋拉斯縣的一個非建制地區。該地的面積和人口皆未知。

## 地理
夸爾奧克斯的座標為38°10′50″N 120°50′20″W / 38.18056°N 120.83889°W，而該地的平均海拔高度為200米（即656英尺）。